# ブレイン郡 (モンタナ州)
ブレイン郡（英: Blaine County）は、アメリカ合衆国モンタナ州の北部に位置する郡である。2010年国勢調査での人口は6,491人であり、2000年の7,009人から7.4％減少した。郡庁所在地はチヌーク市（人口1,203人）であり、同郡で人口最大の自治体でもある。郡名はアメリカ合衆国国務長官を務めたジェイムズ・G・ブレイン（在任1881年、1889年-1892年）に因んで名付けられた。

## 歴史
1912年、ブレイン郡とヒル郡がシュートー郡から分離して設立された。1915年、郡内東部からフィリップス郡が分離し、現在の郡域になった。

## 地理
アメリカ合衆国国勢調査局に拠れば、郡域全面積は4,239平方マイル (10,979.0 km2)であり、このうち陸地は4,226平方マイル (10,945.3 km2)、水域は13平方マイル (33.7 km2)で水域率は0.30％である。
フォートベルクナップ・インディアン居留地の大半が郡内南東部にある。
郡内の特徴的な地形としてはミルク川、ベアーズポウ山脈、およびリトルロッキー山脈がある。

### 隣接する郡
- ヒル郡 - 西
- シュートー郡 - 南西
- ファーガス郡 - 南
- フィリップス郡 - 東
- カナダ、サスカチュワン州リノ51号 - 北
- カナダ、サスカチュワン州フロンティア19号 - 北
- カナダ、サスカチュワン州ローンツリー18号 - 北

### 国立保護地域
- ブラック・クーリー国立野生生物保護区
- ネズ・パース国立歴史公園（部分）
- ミズーリ川上流ブレイクス国立保護区（部分）

## 経済
ブレイン郡の主産業は農業である。インディアン居留地の主たる雇用主はグローバントル族とアシニボイン族である。

## 人口動態
以下は2000年の国勢調査による人口統計データである。
| 基礎データ - 人口: 7,009人 - 世帯数: 2,501 世帯 - 家族数: 1,793 家族 - 人口密度: 1人/km2（2人/mi2） - 住居数: 2,947軒 - 住居密度: 0軒/km2（1軒/mi2） 人種別人口構成 - 白人: 52.58% - アフリカン・アメリカン: 0.17% - ネイティブ・アメリカン: 45.37% - アジア人: 0.09% - 太平洋諸島系: 0.03% - その他の人種: 0.23% - 混血: 1.54% - ヒスパニック・ラテン系: 1.00% 先祖による構成 - ドイツ系：18.8％ - ノルウェー系：8.1％ 言語による構成 - 英語：91.7％ - ドイツ語：3.8％ - ダコタ語：2.0％ 年齢別人口構成 - 18歳未満: 32.6% - 18-24歳: 8.0% - 25-44歳: 24.8% - 45-64歳: 21.6% - 65歳以上: 12.9% - 年齢の中央値: 34歳 - 性比（女性100人あたり男性の人口） - 総人口: 97.5 - 18歳以上: 96.3 | 世帯と家族（対世帯数） - 18歳未満の子供がいる: 36.0% - 結婚・同居している夫婦: 52.3% - 未婚・離婚・死別女性が世帯主: 14.4% - 非家族世帯: 28.3% - 単身世帯: 26.0% - 65歳以上の老人1人暮らし: 10.8% - 平均構成人数 - 世帯: 2.78人 - 家族: 3.36人 収入と家計 - 収入の中央値 - 世帯: 25,247米ドル - 家族: 30,616米ドル - 性別 - 男性: 23,627米ドル - 女性: 20,469米ドル - 人口1人あたり収入: 12,101米ドル - 貧困線以下 - 対人口: 28.1% - 対家族数: 23.4% - 18歳未満: 36.5% - 65歳以上: 19.9% |

## 都市と町

### 都市
- チヌーク - 郡庁所在地
- ハーレム

### 国勢調査指定地域
- フォートベルクナップ・エージェンシー
- ヘイズ
- ロッジポール

## 教育
ハーレムにフォートベルクナップ・カレッジがある。